# L'odore dell'India
L'odore dell'India è un romanzo scritto da Pier Paolo Pasolini e pubblicato nel 1962 da Longanesi.

## Trama
Il libro è composto da una serie di articoli pubblicati da Pasolini sul quotidiano Il Giorno, che costituiscono il diario del viaggio compiuto tra la fine del 1960 e l'inizio del 1961 assieme ai colleghi scrittori Alberto Moravia ed Elsa Morante nel subcontinente indiano. L'autore effettua uno spaccato della società indiana ed evidenzia il contrasto tra la ricchezza interiore e il sistema delle caste, tra la bontà d'animo e la sporcizia diffusa. Pasolini riflette inoltre sulla spiritualità induista e sulla virtù indiana della tolleranza. Non manca peraltro un resoconto dell'incontro con Madre Teresa e una disamina della borghesia locale, ritratta come un'entità principalmente dedita alla cura dei figli.

## Edizioni
- Pier Paolo Pasolini, L'odore dell'India, Longanesi, Milano 1962
- Pier Paolo Pasolini, L'odore dell'India, con un'intervista ad Alberto Moravia, Guanda, Parma 1990
- Pier Paolo Pasolini, L'odore dell'India, con prefazione di Giorgio Pressburger, Garzanti, Milano 2009